# Municipio de Santa Lucía La Reforma
Municipio de Santa Lucía La Reforma är en kommun i Guatemala.   Den ligger i departementet Departamento de Totonicapán, i den västra delen av landet, 100 km nordväst om huvudstaden Guatemala City.